# These Days
These Days je naslov šestog studijskog albuma rock sastava Bon Jovi.

## Popis pjesama
1. „Hey God” (Jon Bon Jovi, Richie Sambora) – 6:10
2. „Something for the Pain” (Bon Jovi, Sambora, Desmond Child) – 4:47
3. „This Ain’t a Love Song” (Bon Jovi, Sambora, Child) – 5:07
4. „These Days (utwór)|These Days” (Bon Jovi, Sambora) – 6:27
5. „Lie to Me (singel Bon Jovi)|Lie to Me” (Bon Jovi, Sambora) – 5:34
6. „Damned” (Bon Jovi, Sambora) – 4:33
7. „My Guitar Lies Bleeding in My Arms” (Bon Jovi, Sambora) – 5:41
8. „(It's Hard) Letting You Go” (Bon Jovi) – 5:51
9. „Hearts Breaking Even” (Bon Jovi, Child) – 5:06
10. „Something to Believe In” (Bon Jovi) – 5:25
11. „If That's What It Takes” (Bon Jovi, Sambora) – 5:17
12. „Diamond Ring” (Bon Jovi, Sambora, Child) – 3:47
13. „All I Want Is Everything” (Bon Jovi, Sambora)*
14. „Bitter Wine” (Bon Jovi, Sambora)* - 4:33